# Shimbalaiê
Shimbalaiê é uma canção da cantora Maria Gadú do seu álbum homônimo. Lançada também como single, em agosto de 2009, a canção foi incluída na trilha sonora da novela Viver a Vida e, a partir daí, se tornou um sucesso pelo Brasil inteiro.
A canção foi sua primeira composição, composta aos dez anos de idade, que segundo a cantora, foi feita no momento do pôr do sol em uma praia quando ela estava sozinha olhando o feito e sem o violão. Afirmando que "Shimbalaiê" foi uma espécie de susto e que não gostava tanto de escrever (em forma de composição), assim Maria Gadú só voltou a compor nove anos depois.
― Eu só estava descrevendo uma paisagem.
Quanto ao significado da palavra "shimbalaiê", a cantora afirmou que a palavra não tem nenhum significado. "Criança adora inventar palavra, né?", explicou Gadú numa entrevista para o SaraivaConteúdo em 2010.
Os instrumentos utilizados na canção foram baiscamente o violão, pandeiro, bateria e baixo.
O vídeo da música foi filmado em Bogliasco, na província de Gênova (Itália).

## Prêmios e indicações
| Ano  | Prêmio                    | Indicação           | Resultado |
| ---- | ------------------------- | ------------------- | --------- |
| 2009 | Melhores do Ano           | Música do Ano       | Indicado  |
| 2010 | Prêmio Extra de Televisão | Melhor Tema Musical | Venceu    |

## Posição nas paradas
Em 2011, a música atingiu a primeira posição no FIMI e iTunes Store Italiano, batendo grandes nomes do cenário musical; Maroon 5, Pitbull, Adele e Katy Perry, aparecem atrás de Gadú, e recebeu certificação de Platina no país e é a primeira vez que uma cantora brasileira consegue tal feito.
| Paradas (2009 - 2011)                     | Posição mais alta |
| ----------------------------------------- | ----------------- |
| Alemanha (iTunes Store)                   | 59                |
| Brasil (Brasil Hot 100 Airplay)           | 5                 |
| União Europeia (European Hot 100 Singles) | 64                |
| Itália (FIMI)                             | 1                 |
| Itália (iTunes Store)                     | 1                 |
| Portugal (Top 50 nacional português)      | 16                |